# Université de sciences économiques de Varna
L’université de sciences économiques de Varna (en bulgare : Икономически Университет - Варна) est une université consacrée aux sciences économiques, basée dans la ville de Varna, en Bulgarie.
Elle a été officiellement créée le 14 mai 1920, sous le nom de « Grande École de commerce », à l'initiative de la chambre de commerce et d'industrie de Varna et de l'État bulgare, avec leur soutien financier. L'idée de cette grande école était en projet depuis 1911, mais sa création avait été retardée par les première (octobre 1912-mai 1913) et deuxième (juin-juillet 1913) guerres balkaniques et la Première Guerre mondiale (1914-1919).
Après l'université de Sofia, l'université de sciences économiques de Varna est le second établissement universitaire créé en Bulgarie.
Elle est dotée d'une bibliothèque de 270 000 ouvrages et publications consacrés pour l'essentiel aux sciences économiques, en bulgare et en diverses autres langues, certains de ces ouvrages et publications remontant au début du XXe siècle.

## Organisation
L'université regroupe quatre facultés (en bulgare : факултет), un département (en bulgare : департамент), groupant vingt chaires (en bulgare : катедра au singulier, катедри au pluriel), ainsi que trois « centres » (en bulgare : център, au singulier) :
- faculté de finance et de comptabilité (en bulgare : Финансово-счетоводен факултет) ;
  - chaire de comptabilité (en bulgare : Счетоводна отчетност) ;
  - chaire de finance et de crédit (en bulgare : Финанси и кредит) ;
  - chaire de théorie économique générale (en bulgare : Обща икономическа теория) ;
  - chaire d'études légales (en bulgare : Правни науки) ;
- faculté de sciences économiques (en bulgare : Стопански факултет) ;
  - chaire de sciences économiques et de management de la construction (en bulgare : Икономика и управление на строителството) ;
  - chaire de sciences économiques et de management de l'industrie (en bulgare : Икономика и управление на индустрията) ;
  - chaire de sciences économiques et de management du commerce (en bulgare : Икономика и управление на търговията) ;
  - chaire de  science des marchandises (en bulgare : Стокознание) ;
  - chaire de sciences économiques agraires (en bulgare : Аграрна икономика) ;
- faculté d'informatique (en bulgare : Факултет "Информатика") ;
  - chaire d'informatique (en bulgare : Информатика) ;
  - chaire de statistique (en bulgare : Статистика) ;
  - chaire de sciences mathématiques (en bulgare : Математически науки) ;
  - chaire d'éducation physique et de sport (en bulgare : Физическо възпитание и спорт) ;
- faculté de management (en bulgare : Факултет "Управление") ;
  - chaire de management (en bulgare : Стопанско управление) ;
  - chaire de marketing (en bulgare : Маркетинг) ;
  - chaire de sciences économiques et d'organisation du tourisme (en bulgare : Икономика и организация на туризма) ;
  - chaire de relations économiques internationales (en bulgare : Международни икономически отношения) ;
  - chaire de sciences philosophiques (en bulgare : Философски науки) ;
- département de linguistique (en bulgare : Департамент “Езиково обучение”) ;
  - chaire de langues d'Europe occidentale (en bulgare : Западноевропейски езици) ;
  - chaire de langues slaves (en bulgare : Славянски езици) ;
- centre d'études pour la maîtrise (en bulgare : Център “Магистърско обучение”) ;
- centre d'études facultatives (en bulgare : Център за факултативно обучение) ;
- centre d'études postgraduate (en bulgare : Център за следдипломно обучение).